# Hildenbrandia rzeczna

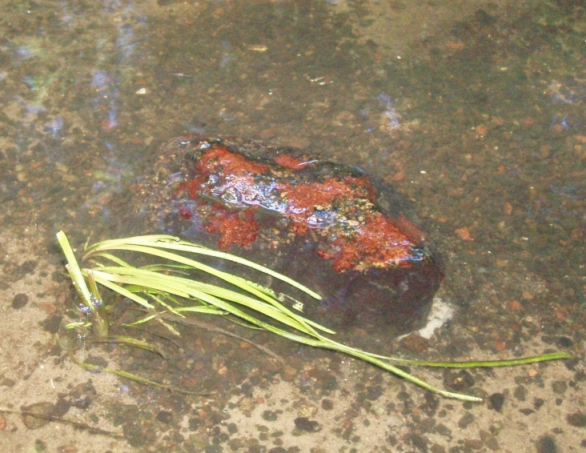
Okazy z rzeki Kirsna na Warmii

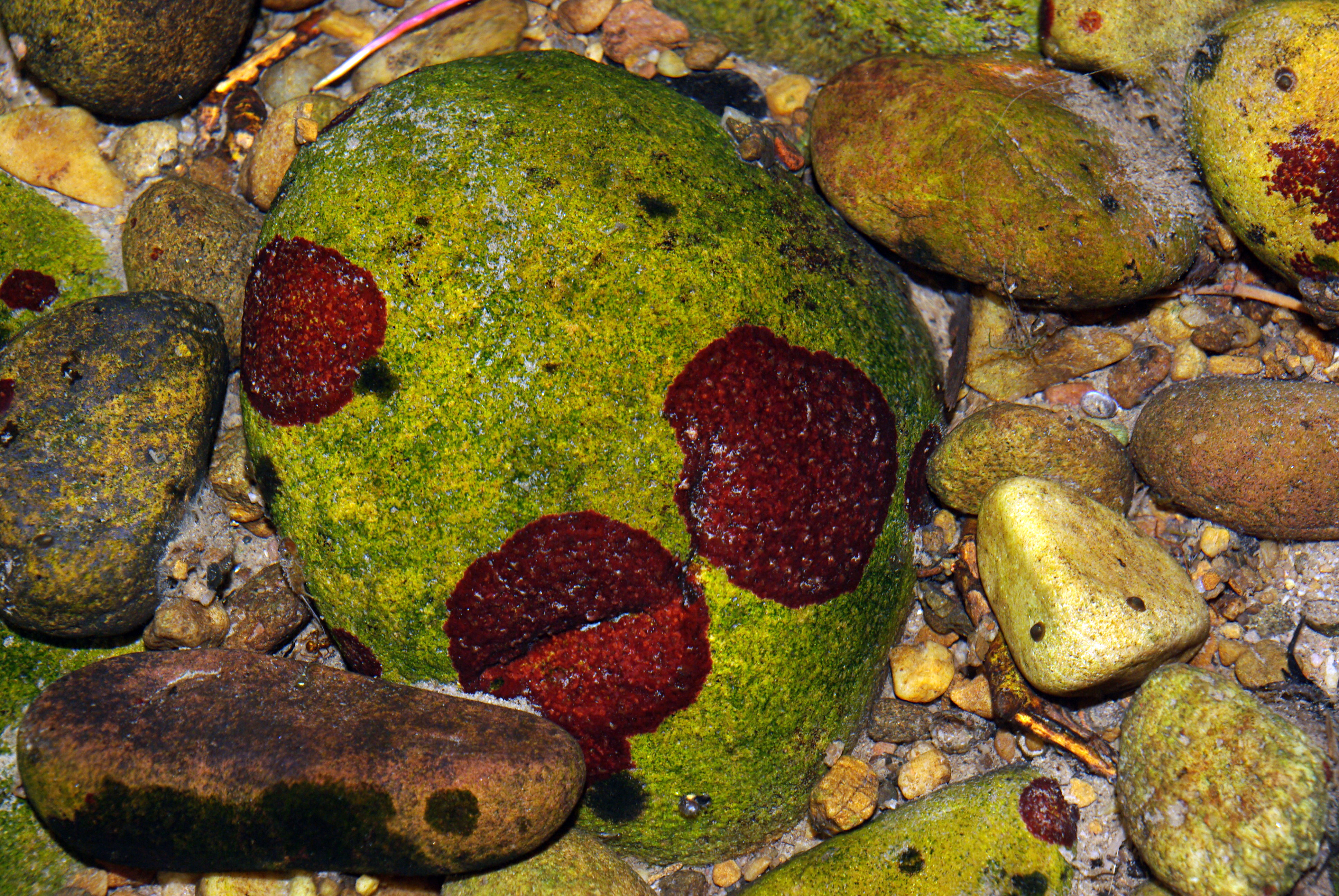
Okazy z rzeki Porma w Hiszpanii

Hildenbrandia rzeczna (Riverina rivularis) – gatunek słodkowodnego krasnorostu. Do 2024 r. opisywana jako Hildenbrandia rivularis, wcześniej także w innych wariantach ortograficznych, zwłaszcza Hildenbrandtia rivularis. Tworzy czerwone, skorupiaste plechy na kamieniach zanurzonych w wodzie, zwykle strumieni i rzek, rzadziej w jeziorach i wysłodzonych częściach mórz. Występuje na rozproszonych stanowiskach na prawie wszystkich kontynentach. Gatunek dawniej uważany był za wskaźnik wód czystych lub o nieznacznym zanieczyszczeniu. Cykl życiowy tego gatunku opisany został przez polskiego hydrobiologa – Karola Starmacha.

## Budowa

### Pokrój
Plecha w postaci płaskiej skorupy ściśle przylegającej do skalnego podłoża, co sprawia, że wygląda jak nalot. Rozrasta się promieniście, przybierając okrągławy, plackowaty kształt. Zbudowana z komórek ułożonych w ciasno ze sobą zrośniętych pionowych rzędach, słabo rozgałęziających się. Do podłoża przylega dolna warstwa plechy, nie tworząc chwytników. Górna warstwa plechy gładka. Nici plechy wegetatywnej silnie zlepione, z trudem dające się rozdzielić. Na brzegach plechy mogą tworzyć formy podobne do szantransji. Barwa krwistoczerwona (od różu po bordo), zimą z brązowawym odcieniem. Wzrost w górę, czyli na grubość, jest ograniczony, przez co nie da się wyróżnić warstw przyrostów rocznych.
W porównaniu z innymi słodkowodnymi krasnorostami wykazuje dość małą zmienność fenologiczną, natomiast w zależności od warunków sezonowych zmieniają się jej parametry ekofizjologiczne czy intensywność rozmnażania.

### Anatomia
Cechy anatomiczne są dość zmienne. Początkowo sądzono, że jest to zmienność geograficzna, ale w rzeczywistości taka sama zmienność występuje wewnątrz lokalnych populacji. Komórki w przybliżeniu cylindryczno-kuliste. W komórkach pojedyncze chloroplasty. Komórki w różnych częściach plechy mają niejednakowe rozmiary, różniące się nawet dwukrotnie, zwłaszcza w przypadku rozgałęziania się. Średni ich rozmiar to 8,4 × 8,6 μm, przeciętna długość nici to 38,4 μm, a przeciętna grubość warstwy podstawowej to 5,5 μm w przypadku typowej formy, podczas gdy u odmiany wyróżniającej się nieco ciemniejszą barwą – Hildenbrandia rivularis var. drescheri Lingelsh. 1922 – te rozmiary to odpowiednio: 6,0 × 6,4 μm, 52,8 μm, 9,2 μm. Mimo tych różnic badania molekularne jednak nie wykazują odrębności tej odmiany, a okazy zaliczane do gatunku Riverina (dawniej Hildenbrandia) rivularis (przynajmniej te pochodzące z Europy i Wysp Kanaryjskich) wykazują stosunkowo małą zmienność genetyczną w porównaniu z innymi, tradycyjnie wyróżnianymi, gatunkami tej rodziny. Mimo żywoczerwonego koloru całej plechy, pojedyncze komórki mogą wpadać w kolor jasnozielony.

### Gatunki podobne
Najbardziej podobnym gatunkiem jest inny słodkowodny przedstawiciel rodzaju – Riverina angolensis. Zakres wymiarów anatomicznych tych dwóch gatunków nakłada się, jednak średnio komórki R. angolensis są mniejsze. Podobny zakres rozmiarów komórek ma również słodkowodna Riverina cuprea. Jej kolonie mają charakter skorupiastej maty i są ceglastoczerwone, podczas gdy kolonie R. rivularis tworzą skorupiasty, żywoczerwony biofilm. Czasem plechy obu gatunków mogą być bardzo do siebie podobne.
Może być mylona z innymi glonami tworzącymi na kamieniach skorupiaste plechy, np. brunatnicą Heribaudiella fluviatilis. W wodach słonych, w tym w całym Bałtyku, z reguły jej wikariantami są gatunki hildenbrandii (zwłaszcza Hildenbrandia rubra), choć może z nimi współwystępować w wysłodzonej Zatoce Botnickiej.

## Rozmnażanie
Wyjaśnienie cyklu życiowego hildenbrandii rzecznej jest uznawane za jedno z najważniejszych odkryć Karola Starmacha.
W czasie gdy gatunki z rodzaju Riverina uznawano za słodkowodnych przedstawicieli rodzaju Hildenbrandia, wyróżniało je to, że nie wytwarzają tetraspor i rozmnażają się wyłącznie bezpłciowo. Karol Starmach postawił hipotezę, że narządami homologicznymi do tetrasporangiów innych hildenbrandii są jej rozmnóżki, ale nie udało się jej potwierdzić. Również nie udało się potwierdzić występowania prawdziwych tetrasporangiów i wytwarzania tetraspor raportowanego w latach 50. XX w.
Zgodnie z obserwacjami Starmacha z końca lat 20. XX w. na wierzchniej stronie plechy hildenbrandii rzecznej pojawiają się jasne plamki, które następnie rozrastają się w guzki i brodawki pokryte warstwą śluzu. Przez kilkadziesiąt lat fykolodzy nie znali ich funkcji. Stawiano tezy, że mogą to być plemnie lub lęgnie z włostkami. Na przełomie lat 40.i 50. Starmach przeprowadził obserwacje i eksperymenty z udziałem tych tworów, udowadniając, że są one rozmnóżkami. Rozmnóżki składają się z położonych obok siebie krótkich (zwykle ośmiokomórkowych) nici zauważalnie grubszych od nici plechy macierzystej (5-12 μm) i stosunkowo łatwo dających się rozdzielić. W czasie wzrostu ich komórki wypełniają się skrobią, kosztem przestrzeni zajmowanej przez chloroplasty i pęcznieją. Ich zewnętrze śluzowacieje. Ze względu na upakowanie nici plechy macierzystej pęcznienie powoduje wzrost i wypychanie nici na zewnątrz plechy. Dojrzałe rozmnóżki są guzkami o średnicy dochodzącej do 1 mm. Organy te występują na plesze cały rok, ale najintensywniej powstają i rozwijają się w miesiącach ciepłych, często przy niskim stanie wód, kiedy kamienie z plechami mogą wystawać nad wodę. Rozmnóżki odrywają się, pozostawiając niewielkie zagłębienie w plesze, i są unoszone przez nurt. Po zetknięciu z podłożem osiadają na nich, przyklejają przy pomocy śluzu i po dwóch dniach tworzą chwytniki wyrastające z kilku nasadowych komórek. Chwytniki nie zawierają chloroplastów. W sprzyjających warunkach po kilku lub kilkunastu dniach niektóre chwytniki rozgałęziają się, a na ich szczytach powstają nowe komórki zawierające chloroplasty i dające początek nowym plechom. W niesprzyjających warunkach, np. zimą, proces ten trwa kilka tygodni. Po kolejnych kilku dniach komórki rozmnóżek obumierają, podobnie jak starsze części chwytników, a nowo powstałe plechy rozrastają się promieniście na podłożu. Rozwój nowych skorupiastych plech wymaga zetknięcia szczytowej komórki chwytnika z twardym podłożem, podczas gdy na miękkim podłożu tworzą się nici nieformujące typowej plechy. W takim przypadku rzadko może pojawić się forma przypominająca szantransję, która z czasem może przekształcić się w typową plechę. 
Rozmnóżki i fragmenty plechy z reguły spływają z prądem, a w górę rzeki przenoszone są prawdopodobnie przez zwierzęta, np. pijawki czy larwy ochotkowatych.
Rozmnażanie przez fragmentację plechy, czyli regeneracja nowej plechy z kawałka starej plechy niebędącego rozmnóżką również występuje, ale w warunkach naturalnych jest rzadsze. W takim przypadku nie powstają chwytniki ani formy nitkowate przypominające szantransję.
Kolejną stosunkowo rzadką formą rozmnażania wegetatywnego jest tworzenie nici o charakterze rozłogów, na których końcach powstają nowe plechy. Rozłogi te bywały opisywane jako Chantransia hildenbrandtiae.

## Ekologia i występowanie

### Rozmieszczenie
Gatunek słodkowodny, choć występuje też w najbardziej wysłodzonym akwenie Morza Bałtyckiego – Zatoce Botnickiej i jej okolicach (Morze Archipelagowe). Stwierdzono jej występowanie w prawie całej Europie, łącznie z Kaukazem, w basenie Morza Karaibskiego, wschodniej Azji, Kotlinie Konga, wschodniej Australii i Nowej Zelandii. Stwierdzenia w Ameryce Północnej mogą w rzeczywistości dotyczyć Riverina angolensis.
W niektórych XX-wiecznych źródłach bywał określany gatunkiem w Polsce pospolitym, zwłaszcza na północy i w Karpatach. Według innych badań w Polsce występuje na rozproszonych stanowiskach – głównie na Pomorzu, rzadziej w Beskidach, a w centralnej Polsce do XXI w. był prawie niespotykany. Od tego czasu odnotowywane są kolejne stanowiska, w związku z czym znaleźć go można w prawie każdej części Polski. W XXI w. poza częściami północną, zachodnią i górską Polski, stwierdzany był w pojedynczych miejscach. W tym okresie nastąpił kilkukrotny wzrost liczby jego znanych stanowisk, przy jednoczesnym zaniku górskich stanowisk historycznych. 

### Autekologia
Litofit (epilit), składnik fitobentosu. Ma dość szeroką tolerancję ekologiczną, choć preferuje wartko płynące rzeki o stosunkowo czystej wodzie. Preferuje miejsca zacienione, jednak występuje także w miejscach nasłonecznionych. Skorupiasty kształt plechy sprawia, że mieści się ona w warstwie granicznej, gdzie prąd oddziałuje słabiej. Hildenbrandia częściej porasta części kamieni od strony natarcia prądu. Rośnie w wodach o różnej prędkości przepływu, średnio wynoszącej 32 cm/s, co pozwala na uznanie jej za reofila lub nawet reobionta. Mimo to spotykana jest też w wodach wolniej płynących, a także stojących. Dla osadzania się i rozwoju osobników hildenbrandii rzecznej kluczowe jest występowanie twardego, mineralnego podłoża. Stąd często występuje na progach skalnych, głazach, żwirze, ale również na sztucznych podłożach, jak infrastruktura młynów wodnych. Osadza się też na muszlach czy szkle. Wartki przepływ sprzyja samooczyszczaniu wody, zwłaszcza z zanieczyszczeń organicznych łatwo utleniających się, zatem hildenbrandia rzeczna jako wskaźnik saprobowości uważana jest za gatunek wskazujący wody czyste: katarobowe (ksenosaprobowe) i oligosaprobowe. Wobec nadmiaru biogenów jest nieco mniej wrażliwy, znosząc podwyższoną zawartość azotu, ale nie toleruje podwyższonej zawartości fosforu. Występuje w szerokim zakresie przewodności elektrolitycznej właściwej (będącej miarą rozpuszczonych substancji mineralnych). Występuje w wodach o odczynie od lekko kwaśnego do lekko zasadowego, choć częściej w zasadowych, toteż bywa określany jako alkalifil. Wiąże się to również z preferencją twardej wody. Mimo to porasta raczej kwaśne skały o małej zawartości wapnia, choć spotykana bywa też w kamieniołomach wapienia. W potokach alpejskich dominuje w wodach ciepłych w lecie – zarówno ubogich, jak i zasobnych w wapń. Gatunek eurytermiczny, ale preferujący ciepłe wody. Jest w stanie żyć w wodach o temperaturze poniżej 20°C, ale lepiej rozwija się powyżej tej wartości. Za optymalną uważa się pomiędzy 20°C a 25°C. W warunkach eksperymentalnych dobrze znosi nawet temperaturę 45°C.
Może występować też w wodach stojących. W takim środowisku preferuje miejsca zacienione, o dość silnym falowaniu. W Jeziorze Bodeńskim była stwierdzana na głębokości 8–45 m, a w Lago di Garda nawet do 90 m.

### Bioindykacja
Słodkowodne krasnorosty, w tym hildenbrandia rzeczna, uważane są za wskaźnik czystości wód. Wśród nich jednak jest uznawana za gatunek stosunkowo łatwo znoszący zanieczyszczenie. W niemieckich opracowaniach mieści się w kategoriach wskaźników dla wód żyznych: mezo-eutroficznych lub eu-politroficznych i β-mezosaprobowych, a więc średnio zanieczyszczonych. Jako wskaźnik trofii ma dość niską wagę, a jako wskaźnik saprobowości dość wysoką. W tych typach cieków, w których ma znaczenie wskaźnikowe, jest uznawana za gatunek fitobentosu nieokrzemkowego z kategorii B, czyli mniej wrażliwy, niż taksony wymagające najlepszych warunków środowiskowych. W Polsce brana jest pod uwagę przy wyznaczaniu Makrofitowego Indeksu Rzecznego, przyjmując wartości W=6 (oznaczającą preferencję wód mezotroficznych) i L=2 (oznaczającą przeciętny zakres tolerancji). W związku z szerszą niż dawniej uważano tolerancją ekologiczną, jej wartość bioindykacyjna jest podważana.

### Interakcje międzygatunkowe i fitosocjologia
Zajmowanie miejsc, w których trudno osiedlić się innym organizmom, pozwala unikać konkurencji, choć nisza ekologiczna może się nakładać z zajmowaną przez Heribaudiella fluviatilis. Zdarza się, że osobniki tego gatunku zarastają osobniki hildenbrandii. Na podobnych siedliskach mogą występować także mchy, np. tęposz nadbrzeżny (Leptodictyum riparium), zdrojek pospolity (Fontinalis antipyretica), wodnokrzywoszyj zanurzony (Hygroamblystegium tenax) czy ostrosz gęstolistny (Rhynchostegium confertum) oraz porosty, np. brodawnica lśniąca (Verrucaria elaeomelaena) lub brodawnica ciemniejsza (Verrucaria rheitrophila). Stosunkowo często występuje w pobliżu stanowisk grążela żółtego, strzałki wodnej i rdestnicy kędzierzawej. 
Powierzchnia plechy hildenbrandii jest zasiedlana przez różne organizmy epifityczne, np. okrzemki Cocconeis lineata. Plechy mogą być spasane przez larwy owadów (np. ochotkowatych) lub ślimaki, ale zjawisko to nie powoduje z reguły znaczącego uszczerbku.
Zbiorowisko roślinne tworzone przez hildenbrandię rzeczną jest określane jako zespół roślinności Hildenbrandietum rivularis Luther 1954. Było opisywane także jako bezrangowe zbiorowisko Hildenbrandia-Lithoderma Fritsch 1929, przedefiniowane na Hildenbrandio rivularis-Heribaudielletum fluviatilis Fritsch 1929 corr. Täuscher. Należy do klasy zbiorowisk skorupiastych lub tworzących maty epilitycznych glonów Lemaneetea. W innym systemie wyróżniany jest zespół Rheithrophilo-Hildenbrandietum, budowany przez Hildenbrandia rivularis, Verrucaria rheitrophila oraz sinice, np. Chamaesiphon polonicus i Chamaesiphon fuscus.
Wyjątkowo Riverina rivularis może zajmować siedliska typowe dla gatunków morskich, takich jak Hildenbrandia rubra. Ma to miejsce w najbardziej wysłodzonych akwenach Morza Bałtyckiego (Zatoka Botnicka).

## Zagrożenia i ochrona
W Polsce objęta ochroną gatunkową od 2004 r. (jako jeden z nielicznych gatunków glonów spoza grupy ramienic). Wpisana na czerwoną listę glonów Polski ze statusem V – gatunek narażony. Znajduje się w czerwonej księdze roślin Białorusi. Na czerwonej liście Finlandii w 2019 miała status NT – gatunek bliski zagrożenia.
Ponieważ jest gatunkiem cieniolubnym, jej stanowiskom zagraża wycinanie nadrzecznych drzew.
Stanowisko hildenbrandii rzecznej na stumetrowym odcinku strumienia w Ślężańskim Parku Krajobrazowym ustanowiono pomnikiem przyrody „Krasnorost”.

## Systematyka i pochodzenie
Zakłada się, że jej przodkowie byli glonami morskimi. Według pierwszych hipotez przejście do wód słodkich nastąpiło w trzeciorzędzie lub wcześniej. Stawiano także hipotezę, że różne subpopulacje pochodzą z wielokrotnych niezależnych od siebie przejść formy morskiej w śródlądową. W przypadku populacji w zlewisku Morza Bałtyckiego byłoby to możliwe dopiero po ustąpieniu lodowca, czyli holocenie. Gatunkiem macierzystym mogłaby być Hildenbrandia rubra, która w Bałtyku zasiedla m.in. wody przejściowe. Przy wielokrotnych inwazjach można by się spodziewać zróżnicowania genetycznego europejskich subpopulacji, jako pochodzących od różnych populacji macierzystych. Jednak w rzeczywistości populacje hildenbrandii rzecznej są bardzo jednorodne, więc bardziej prawdopodobne jest, że u jej początku była jednorazowa inwazja z wód słonych. Ponadto odmienność genetyczna od gatunków morskich wskazuje, że ma ona historię sięgającą dawniej niż koniec zlodowacenia bałtyckiego. Według niektórych analiz sam rodzaj Riverina mógł powstać jeszcze na Pangei, a jego Monofiletyzm sugeruje, że przejście przodków ze środowiska morskiego do słodkowodnego odbyło się jednorazowo..
Według niektórych autorów Riverina rivularis wykazuje się małą zmiennością genetyczną, co może wynikać z faktu, że rozmnaża się jedynie bezpłciowo. Z drugiej strony nowsze analizy molekularne wskazują, że okazy opisywane jako przedstawiciele tego gatunku na podstawie budowy można podzielić na kilka linii rozwojowych. Oznacza to, że przypisywanie przynależności do gatunków tego rodzaju na podstawie cech morfologicznych jest wątpliwe. Przez kilkadziesiąt lat wyróżniano odmianę Hildenbrandia rivularis var. drescheri Lingelsheim 1922, której miejscem typowym jest Ligota Wielka koło Otmuchowa. W tradycji fykologicznej tak wyróżniane odmiany są traktowane niemal na równi z odrębnym gatunkiem. Odmiana ta ma nieco większe komórki i przybiera ciemniejszy odcień. Badania molekularne nie wskazują na odrębność tego taksonu i od 2003 roku nie jest już wyróżniany. Na podstawie różnic morfologicznych i ekologicznych wyróżniany bywa występujący w górach Mecsek podgatunek Hildenbrandia rivularis subsp. chalikophila Palik 1961, początkowo opisany jako odrębny gatunek Hildenbrandia chalikophila Palik 1957.
Zarówno morfologicznie, jak i genetycznie najbardziej podobne są dwa inne gatunki słodkowodnych hildenbrandii, od 2024 wydzielonych wraz z nią do rodzaju Riverina: Riverina angolensis i Riverina cuprea. Ten ostatni gatunek przez wiele lat był uznawany za sinicę pod nazwą Pleurocapsa cuprea. Kolejny słodkowodny gatunek, Riverina ramanaginae, występuje w Indiach, ale jest słabo opisany i nie jest uwzględniany w analizach molekularnych pozwalających na ustalenie stopnia pokrewieństwa. Do nowo wyodrębnionego rodzaju włączono też opisane kilka lat wcześniej gatunki Riverina jigongshanensis i Riverina tahitiensis.

### Nazwa
Polska nazwa odpowiada naukowej nazwie z czasu zaliczania gatunku do rodzaju Hildenbrandia. W literaturze używano nazw w różnych wersjach pisowni. Wersja Hildenbrandia zostało zaproponowane w 1840 przez Giovanniego Zanardiniego i z czasem, zwłaszcza od lat 50. XX w. stało się dominujące (po zidentyfikowaniu osoby upamiętnionej tą nazwą). W polskiej wersji nazwy również czasem dodawane jest „t”, ale w oficjalnych dokumentach nawet, gdy użyta jest nazwa naukowa Hildenbrandtia, z reguły polski odpowiednik brzmi „hildenbrandia”.
Gatunek po raz pierwszy naukowo opisał Frederik Liebmann w pracy z 1838 roku na podstawie osobników holotypowych zebranych przez Statsraada Hornemanna w 1826 r. w strumieniu w Kongens Møller na Zelandii (miejsce typowe). Nadał mu wówczas nazwę Erythroclathrus rivularis, zaznaczając, że chodzi o glony opisywane również jako Palmella rubra lub Verrucaria rubra. Epitet gatunkowy rivularis ma pochodzenie łacińskie i jest często nadawany gatunkom związanym ze strumieniami. Następnie ten sam gatunek opisali Giovanni Zanardini jako Hildenbrandia paroliniana i Louis Alphonse de Brébisson jako Hildenbrandia fluviatilis (bez wymaganej diagnozy taksonomicznej). W 1849 Friedrich Traugott Kützing rozpoznał, że są to te same taksony, jednocześnie uznając je za rzeczną odmianę Hildebrandtia rosea, czyli Hildenbrandtia rosea var. fluviatilis. W 1851 roku Jacob Georg Agardh przeniósł gatunek pod obecną nazwę, przy czym wówczas zapisywaną Hildenbrandtia rivularis. W 2024 roku zespół pod przewodnictwem Christophe'a Vieiry i Gary'ego Saundersa wyodrębnił rodzaj Riverina, nadając hildenbrandii rzecznej nazwę Riverina rivularis.

## Znaczenie kulturowe
Hildenbrandia, porastając krzemienie, nadaje im trwały różowy kolor, co mogło mieć wpływ na uznawanie miejsc, w których zachodzi to zjawisko (np. Stonehenge), za magiczne.